# Llista de topònims d'Alcanar
Llista de topònims (noms propis de lloc) del municipi d'Alcanar, al Montsià
Informació actualitzada per un bot. Els canvis manuals es perdran quan s'actualitzi!

## cabana
| imatge | Nom              | Ubicat a | instància de | Detalls | coordenades                                                          | Protecció | Commons (més fotos) | Dades a WD                    |
| ------ | ---------------- | -------- | ------------ | ------- | -------------------------------------------------------------------- | --------- | ------------------- | ----------------------------- |
|        | barraca del Melo | Alcanar  | cabana       |         | 40° 32′ 34″ N, 0° 27′ 07″ E / 40.5428795429154°N,0.452076768897269°E |           |                     | Modifica les dades a Wikidata |
|        | corral de Sogues | Alcanar  | cabana       |         | 40° 36′ 23″ N, 0° 34′ 08″ E / 40.60634037626°N,0.56877210292764°E    |           |                     | Modifica les dades a Wikidata |
|        | corral dels Bous | Alcanar  | cabana       |         | 40° 37′ 17″ N, 0° 33′ 02″ E / 40.621266778776°N,0.55049886987162°E   |           |                     | Modifica les dades a Wikidata |

## casa
| imatge | Nom                                       | Ubicat a | instància de | Detalls                                                                           | coordenades                                                                                 | Protecció                                  | Commons (més fotos)    | Dades a WD                    |
| ------ | ----------------------------------------- | -------- | ------------ | --------------------------------------------------------------------------------- | ------------------------------------------------------------------------------------------- | ------------------------------------------ | ---------------------- | ----------------------------- |
|        | Casa O'Connor                             | Alcanar  | casa         | Estil: arquitectura popular arquitectura modernista 1915                          | 40° 32′ 35″ N, 0° 28′ 55″ E / 40.5431°N,0.481954°E ca:Carrer de la Generalitat, 14          | bé integrant del patrimoni cultural català |                        | Modifica les dades a Wikidata |
|        | Casa Sunyer                               | Alcanar  | casa         | Estil: arquitectura popular 1890 Estat: bon estat                                 | 40° 32′ 35″ N, 0° 28′ 50″ E / 40.5431°N,0.480619°E ca:C. Calig, 3                           | bé integrant del patrimoni cultural català |                        | Modifica les dades a Wikidata |
|        | Casa de la Mestra Gual                    | Alcanar  | casa         | Estil: arquitectura popular 19th century                                          | 40° 32′ 38″ N, 0° 28′ 49″ E / 40.543816°N,0.480314°E ca:C. Alcalde Sanmartí, 14-18 64 msnm  | bé integrant del patrimoni cultural català | Casa de la Mestra Gual | Modifica les dades a Wikidata |
|        | Casa del Marquès de Las Atalayuelas       | Alcanar  | casa         | Estil: arquitectura eclèctica 19th century                                        | 40° 32′ 36″ N, 0° 28′ 50″ E / 40.5434°N,0.480608°E ca:Pl. Major ca:C. Sebastià Anglès       | bé integrant del patrimoni cultural català |                        | Modifica les dades a Wikidata |
|        | Habitatges plaça Dr. Fleming - c. del Mar | Alcanar  | casa         | Estil: arquitectura popular 1860                                                  | 40° 32′ 36″ N, 0° 28′ 56″ E / 40.543228°N,0.48227°E ca:Pl. Dr. Fleming - C. del Mar         | bé integrant del patrimoni cultural català |                        | Modifica les dades a Wikidata |
|        | casa al carrer Jesús, 4                   | Alcanar  | casa         | Estil: arquitectura popular 18th century                                          | 40° 32′ 43″ N, 0° 28′ 41″ E / 40.5453°N,0.478008°E ca:C. Jesús, 4                           | bé integrant del patrimoni cultural català |                        | Modifica les dades a Wikidata |
|        | el Pla                                    | Alcanar  | casa         | Estil: arquitectura eclèctica 19th century Estat: bon estat                       | 40° 33′ 17″ N, 0° 31′ 08″ E / 40.554642°N,0.518877°E ca:Ctra. N-340, Km. 152'5              | bé integrant del patrimoni cultural català |                        | Modifica les dades a Wikidata |
|        | habitatge a la plaça Major, 3             | Alcanar  | casa         | Estil: arquitectura popular arquitectura modernista 19th century Estat: bon estat | 40° 32′ 35″ N, 0° 28′ 50″ E / 40.543156°N,0.480676°E ca:Pl. Major, 3                        | bé integrant del patrimoni cultural català |                        | Modifica les dades a Wikidata |
|        | habitatge a la plaça Major, 43            | Alcanar  | casa         | Estil: arquitectura popular 1792                                                  | 40° 32′ 35″ N, 0° 28′ 50″ E / 40.543112°N,0.480668°E ca:Pl. Major, 43                       | bé integrant del patrimoni cultural català |                        | Modifica les dades a Wikidata |
|        | habitatge al carrer Callao, 14            | Alcanar  | casa         | Estil: arquitectura popular 1617 Estat: bon estat                                 | 40° 33′ 09″ N, 0° 31′ 49″ E / 40.552477°N,0.530243°E ca:C. Callaó, 14 (les Cases d'Alcanar) | bé integrant del patrimoni cultural català |                        | Modifica les dades a Wikidata |
|        | habitatge al carrer Hug Fullalquer, 18    | Alcanar  | casa         | Estil: arquitectura popular 20th century                                          | 40° 32′ 37″ N, 0° 28′ 53″ E / 40.543664°N,0.481514°E ca:C. Hug Fullalquer, 18               | bé integrant del patrimoni cultural català |                        | Modifica les dades a Wikidata |
|        | habitatge al carrer de la Generalitat, 13 | Alcanar  | casa         | Estil: arquitectura popular 1910                                                  | 40° 32′ 36″ N, 0° 28′ 54″ E / 40.543216°N,0.481776°E ca:C. de la Generalitat, 13            | bé integrant del patrimoni cultural català |                        | Modifica les dades a Wikidata |
|        | habitatge del carrer de Càlig, 18         | Alcanar  | casa         | Estil: arquitectura popular 1619                                                  | 40° 32′ 35″ N, 0° 28′ 48″ E / 40.542951°N,0.479956°E ca:C. Càlig, 18                        | bé integrant del patrimoni cultural català |                        | Modifica les dades a Wikidata |

## curs d'aigua
| imatge | Nom                      | Ubicat a                                                                            | instància de | Detalls                                                 | coordenades | Protecció | Commons (més fotos) | Dades a WD                    |
| ------ | ------------------------ | ----------------------------------------------------------------------------------- | ------------ | ------------------------------------------------------- | --- | --------- | ------------------- | ----------------------------- |
|        | Barranc de la Martinenca | Alcanar                                                                             | curs d'aigua | Desemboca: mar Mediterrània                             | |           |                     | Modifica les dades a Wikidata |
|        | Sénia                    | la Pobla de Benifassà la Sénia Rossell Sant Rafel del Riu Ulldecona Alcanar Vinaròs | curs d'aigua | Desemboca: mar Mediterrània Llarg: 49km Conca: 197.5km² | 40° 40′ 15″ N, 0° 14′ 03″ E / 40.6709°N,0.2341°E 40° 31′ 23″ N, 0° 30′ 52″ E / 40.5229583827778°N,0.514522790833333°E 40° 35′ 10″ N, 0° 25′ 07″ E / 40.58606°N,0.41868°E |           | Sénia River         | Modifica les dades a Wikidata |

## edifici
| imatge | Nom                                   | Ubicat a | instància de | Detalls                                                           | coordenades | Protecció                                  | Commons (més fotos)             | Dades a WD                    |
| ------ | ------------------------------------- | -------- | ------------ | ----------------------------------------------------------------- | --- | ------------------------------------------ | ------------------------------- | ----------------------------- |
|        | Cisterna del Vall d'Alcanar           | Alcanar  | edifici      | Estil: arquitectura popular 17th century                          | 40° 32′ 35″ N, 0° 28′ 53″ E / 40.543107°N,0.481473°E ca:C. de la Generalitat (davant l'Ajuntament)              | bé integrant del patrimoni cultural català |                                 | Modifica les dades a Wikidata |
|        | Fonda Vella                           | Alcanar  | edifici      | Estil: arquitectura popular                                       | 40° 34′ 06″ N, 0° 32′ 16″ E / 40.568324°N,0.537685°E                                                            | bé integrant del patrimoni cultural català | Fonda Vella (Alcanar)           | Modifica les dades a Wikidata |
|        | Hort de Sant Rafel Arcàngel           | Alcanar  | edifici      | Estil: arquitectura popular 20th century Estat: bon estat         | ca:sector oest de la N-340 a l'altura de les Cases d'Alcanar                                                    | bé integrant del patrimoni cultural català |                                 | Modifica les dades a Wikidata |
|        | Hort de l'Adell (les Cases d'Alcanar) | Alcanar  | edifici      | Estil: arquitectura popular arquitectura eclèctica 1876           | 40° 33′ 08″ N, 0° 31′ 49″ E / 40.5523°N,0.530364°E ca:C. Lepanto, 8 a 16 / Isaac Peral, 2 (les Cases d'Alcanar) | bé integrant del patrimoni cultural català |                                 | Modifica les dades a Wikidata |
|        | Hospital Modern                       | Alcanar  | edifici      | Estil: arquitectura popular arquitectura neoclàssica 19th century | 40° 32′ 34″ N, 0° 28′ 45″ E / 40.5428°N,0.479254°E ca:C. Càlig, 30                                              | bé integrant del patrimoni cultural català |                                 | Modifica les dades a Wikidata |
|        | Molí de Carceller                     | Alcanar  | edifici      | Estil: arquitectura popular 1799                                  | ca:Centre (Alcanar)                                                                                             | bé integrant del patrimoni cultural català |                                 | Modifica les dades a Wikidata |
|        | Molí del Marquès                      | Alcanar  | edifici      | Estil: arquitectura popular                                       | | bé integrant del patrimoni cultural català |                                 | Modifica les dades a Wikidata |
|        | convent dels Josepets                 | Alcanar  | edifici      | Estil: noucentisme 20th century Estat: bon estat                  | 40° 33′ 13″ N, 0° 31′ 36″ E / 40.5536°N,0.526794°E ca:Antiga carretera de les Cases, Carrer de Magallanes       | bé cultural d'interès local                | Convent dels Josepets (Alcanar) | Modifica les dades a Wikidata |
|        | el Calvari (Alcanar)                  | Alcanar  | edifici      | Estil: arquitectura popular 19th century Estat: bon estat         | 40° 32′ 48″ N, 0° 28′ 54″ E / 40.5466°N,0.481722°E ca:C. Sant Joan (Barri de la Bassa)                          | bé integrant del patrimoni cultural català |                                 | Modifica les dades a Wikidata |
|        | el Rocall (Alcanar)                   | Alcanar  | edifici      | Estil: arquitectura popular 18th century                          | 40° 32′ 39″ N, 0° 28′ 56″ E / 40.544184°N,0.482183°E ca:Darrere de l'església, barri del Rocall                 | bé integrant del patrimoni cultural català |                                 | Modifica les dades a Wikidata |
|        | l'Abadia                              | Alcanar  | edifici      | Estil: historicisme arquitectònic 19th century                    | 40° 32′ 38″ N, 0° 28′ 54″ E / 40.543795°N,0.481785°E ca:Pl. de l'Abadia                                         | bé integrant del patrimoni cultural català |                                 | Modifica les dades a Wikidata |

## entitat singular de població
| imatge | Nom                 | Ubicat a | instància de                                   | Detalls  | coordenades                                                                                 | Protecció | Commons (més fotos)  | Dades a WD                    |
| ------ | ------------------- | -------- | ---------------------------------------------- | -------- | ------------------------------------------------------------------------------------------- | --------- | -------------------- | ----------------------------- |
|        | Alcanar             | Alcanar  | entitat singular de població capital municipal | 6898 hab | 40° 32′ 35″ N, 0° 28′ 51″ E / 40.54316°N,0.48082°E 70 msnm                                  |           |                      | Modifica les dades a Wikidata |
|        | la Martinenca       | Alcanar  | entitat singular de població                   | 1480 hab | 40° 34′ 51″ N, 0° 33′ 28″ E / 40.580889409185°N,0.55788026814569°E 5 msnm                   |           |                      | Modifica les dades a Wikidata |
|        | la Selleta          | Alcanar  | entitat singular de població                   | 21 hab   | 40° 33′ 55″ N, 0° 30′ 11″ E / 40.56541111°N,0.50316111°E 100 msnm                           |           | La Selleta (Alcanar) | Modifica les dades a Wikidata |
|        | les Cases d'Alcanar | Alcanar  | entitat singular de població                   | 1472 hab | 40° 33′ 10″ N, 0° 31′ 50″ E / 40.55281667°N,0.53049444°E ca:Crtra. N-340, Km 1.063,5 5 msnm |           | Les Cases d'Alcanar  | Modifica les dades a Wikidata |

## església
| imatge | Nom                                | Ubicat a | instància de    | Detalls | coordenades | Protecció                                  | Commons (més fotos)                | Dades a WD                    |
| ------ | ---------------------------------- | -------- | --------------- | --- | --- | ------------------------------------------ | ---------------------------------- | ----------------------------- |
|        | Ermita de la Mare de Déu del Remei | Alcanar  | església ermita | Estil: arquitectura gòtica arquitectura del Renaixement arquitectura neoclàssica 16th century Estat: bon estat                        | 40° 33′ 33″ N, 0° 28′ 45″ E / 40.5592°N,0.479136°E ca:Camí del Remei, trencall de la Carretera d'Alcanar a la Sènia, TP 3318, km 4 | bé cultural d'interès local                | Ermita de la Mare de Déu del Remei | Modifica les dades a Wikidata |
|        | Sant Pere de les Cases d'Alcanar   | Alcanar  | església        | Estil: arquitectura popular arquitectura eclèctica 19th century                                                                       | 40° 33′ 09″ N, 0° 31′ 50″ E / 40.5526°N,0.530619°E ca:Pl. de Sant Pere (les Cases d'Alcanar)                                       | bé integrant del patrimoni cultural català | Sant Pere de les Cases d'Alcanar   | Modifica les dades a Wikidata |
|        | església de Sant Miquel d'Alcanar  | Alcanar  | església        | Estil: gòtic tardà arquitectura del Renaixement arquitectura neoclàssica 16th century Estat: bon estat Llarg: 44m Ample: 19m Alt: 16m | 40° 32′ 38″ N, 0° 28′ 53″ E / 40.5439°N,0.481483°E ca:Pl. Sant Miquel                                                              | bé integrant del patrimoni cultural català | Sant Miquel d'Alcanar              | Modifica les dades a Wikidata |

## granja
| imatge | Nom                | Ubicat a | instància de | Detalls | coordenades                                                          | Protecció | Commons (més fotos) | Dades a WD                    |
| ------ | ------------------ | -------- | ------------ | ------- | -------------------------------------------------------------------- | --------- | ------------------- | ----------------------------- |
|        | Granges del Casat  | Alcanar  | granja       |         | 40° 33′ 40″ N, 0° 30′ 58″ E / 40.5611032129305°N,0.516213887111336°E |           |                     | Modifica les dades a Wikidata |
|        | Granja de Grau     | Alcanar  | granja       |         | 40° 33′ 55″ N, 0° 31′ 53″ E / 40.565218935323°N,0.531298340662045°E  |           |                     | Modifica les dades a Wikidata |
|        | Granja de Patorrat | Alcanar  | granja       |         | 40° 31′ 50″ N, 0° 29′ 59″ E / 40.5306876462893°N,0.499665409551149°E |           |                     | Modifica les dades a Wikidata |
|        | Granja de Pau      | Alcanar  | granja       |         | 40° 32′ 55″ N, 0° 30′ 43″ E / 40.5487239737566°N,0.511900960065854°E |           |                     | Modifica les dades a Wikidata |

## masia
| imatge | Nom                 | Ubicat a | instància de | Detalls                                                                  | coordenades                                                                                 | Protecció                                  | Commons (més fotos)        | Dades a WD                    |
| ------ | ------------------- | -------- | ------------ | ------------------------------------------------------------------------ | ------------------------------------------------------------------------------------------- | ------------------------------------------ | -------------------------- | ----------------------------- |
|        | Can Conill          | Alcanar  | masia        |                                                                          | 40° 33′ 23″ N, 0° 31′ 33″ E / 40.5562836396061°N,0.525839959217671°E                        |                                            |                            | Modifica les dades a Wikidata |
|        | Casa de Valldeperes | Alcanar  | masia        |                                                                          | 40° 36′ 44″ N, 0° 33′ 12″ E / 40.6121488730527°N,0.553316686554962°E                        |                                            |                            | Modifica les dades a Wikidata |
|        | Caseta de Molló     | Alcanar  | masia        |                                                                          | 40° 37′ 14″ N, 0° 33′ 15″ E / 40.6205724769183°N,0.554238588820249°E                        |                                            | Caseta de Molló (Alcanar)  | Modifica les dades a Wikidata |
|        | Clos de Codorniu    | Alcanar  | masia        | Estil: arquitectura popular arquitectura eclèctica 1890 Estat: bon estat | 40° 31′ 41″ N, 0° 30′ 37″ E / 40.5281°N,0.510329°E ca:Camí del Tancat (Km. 150 ctra. N-340) | bé integrant del patrimoni cultural català | Clos de Codorniu (Alcanar) | Modifica les dades a Wikidata |
|        | Mas d'en Serrà      | Alcanar  | masia        |                                                                          | 40° 33′ 41″ N, 0° 31′ 26″ E / 40.5615227734719°N,0.524005261330241°E                        |                                            |                            | Modifica les dades a Wikidata |
|        | Mas de Borrasca     | Alcanar  | masia        |                                                                          | 40° 36′ 28″ N, 0° 33′ 40″ E / 40.6078795159877°N,0.560989343247075°E                        |                                            |                            | Modifica les dades a Wikidata |
|        | Mas de Lluco        | Alcanar  | masia        |                                                                          | 40° 33′ 54″ N, 0° 31′ 10″ E / 40.5651200025722°N,0.519537853887598°E                        |                                            |                            | Modifica les dades a Wikidata |
|        | Mas del Cec         | Alcanar  | masia        |                                                                          | 40° 36′ 03″ N, 0° 34′ 20″ E / 40.6008624743956°N,0.572093230866861°E                        |                                            |                            | Modifica les dades a Wikidata |
|        | Mas del Llop        | Alcanar  | masia        |                                                                          | 40° 36′ 21″ N, 0° 32′ 48″ E / 40.605911840128°N,0.546772227771854°E                         |                                            |                            | Modifica les dades a Wikidata |
|        | Mas del Molló       | Alcanar  | masia        |                                                                          | 40° 37′ 03″ N, 0° 32′ 37″ E / 40.617515975695°N,0.54354364063603°E                          |                                            |                            | Modifica les dades a Wikidata |
|        | Torre del Marqués   | Alcanar  | masia        |                                                                          | 40° 33′ 10″ N, 0° 30′ 38″ E / 40.55285452356°N,0.51048239076748°E                           |                                            |                            | Modifica les dades a Wikidata |
|        | la Martinenca       | Alcanar  | masia        |                                                                          | 40° 35′ 05″ N, 0° 33′ 26″ E / 40.5848491638843°N,0.55725426675299°E                         |                                            |                            | Modifica les dades a Wikidata |
|        | la Torre            | Alcanar  | masia        |                                                                          | 40° 33′ 11″ N, 0° 31′ 45″ E / 40.5530306692988°N,0.529148266255231°E                        |                                            |                            | Modifica les dades a Wikidata |

## muntanya
| imatge | Nom                | Ubicat a                    | instància de | Detalls | coordenades                                                             | Protecció | Commons (més fotos)   | Dades a WD                    |
| ------ | ------------------ | --------------------------- | ------------ | ------- | ----------------------------------------------------------------------- | --------- | --------------------- | ----------------------------- |
|        | Mola de Telles     | Alcanar                     | muntanya     |         | 40° 37′ 12″ N, 0° 33′ 56″ E / 40.6201°N,0.565417°E 172.3 msnm           |           |                       | Modifica les dades a Wikidata |
|        | Molacima           | Ulldecona Alcanar           | muntanya     |         | 40° 36′ 27″ N, 0° 31′ 31″ E / 40.6075°N,0.525278°E 748 msnm             |           | Mola Cima             | Modifica les dades a Wikidata |
|        | Moleta del Remei   | Alcanar                     | muntanya     |         | 40° 33′ 30″ N, 0° 28′ 54″ E / 40.5584°N,0.481714°E 209.6 msnm           |           |                       | Modifica les dades a Wikidata |
|        | Puig Gros          | Alcanar                     | muntanya     |         | 40° 33′ 11″ N, 0° 27′ 25″ E / 40.55307778°N,0.456925°E 203 msnm         |           | Puig Gros (Alcanar)   | Modifica les dades a Wikidata |
|        | Serra de l'Avenc   | Ulldecona Alcanar           | muntanya     |         | 40° 33′ 02″ N, 0° 26′ 43″ E / 40.550602°N,0.445318°E 154 msnm           |           | Serra de l'Avenc      | Modifica les dades a Wikidata |
|        | Torreta de Montsià | Ulldecona Alcanar           | muntanya     |         | 40° 36′ 49″ N, 0° 31′ 49″ E / 40.6136410446°N,0.530331521271°E 763 msnm |           | Torreta de Montsià    | Modifica les dades a Wikidata |
|        | la Foradada        | Freginals la Ràpita Alcanar | muntanya     |         | 40° 37′ 56″ N, 0° 32′ 39″ E / 40.632308°N,0.54421°E 655 msnm            |           | La Foradada (Montsià) | Modifica les dades a Wikidata |
|        | la Moleta          | Alcanar                     | muntanya     |         | 40° 34′ 38″ N, 0° 31′ 27″ E / 40.5772°N,0.524147°E 336.6 msnm           |           |                       | Modifica les dades a Wikidata |
|        | la Punta           | Alcanar                     | muntanya     |         | 40° 33′ 43″ N, 0° 31′ 39″ E / 40.56201°N,0.527604°E 85.3 msnm           |           |                       | Modifica les dades a Wikidata |
|        | la Tenda           | Ulldecona Alcanar           | muntanya     |         | 40° 37′ 17″ N, 0° 32′ 09″ E / 40.62131944°N,0.53594556°E 731.7 msnm     |           |                       | Modifica les dades a Wikidata |
|        | la Trencada        | Ulldecona Alcanar           | muntanya     |         | 40° 37′ 30″ N, 0° 32′ 21″ E / 40.62504722°N,0.53906944°E 730.2 msnm     |           |                       | Modifica les dades a Wikidata |

## nucli de població
| imatge | Nom               | Ubicat a              | instància de                                           | Detalls | coordenades                                                           | Protecció | Commons (més fotos) | Dades a WD                    |
| ------ | ----------------- | --------------------- | ------------------------------------------------------ | ------- | --------------------------------------------------------------------- | --------- | ------------------- | ----------------------------- |
|        | Alcanar Costa     | Alcanar               | nucli de població                                      |         | 40° 33′ 32″ N, 0° 32′ 02″ E / 40.558761242593°N,0.5338837116271°E     |           |                     | Modifica les dades a Wikidata |
|        | Alcanar Platja    | Alcanar               | nucli de població                                      |         | 40° 35′ 31″ N, 0° 34′ 22″ E / 40.592013862639°N,0.57283620478386°E    |           |                     | Modifica les dades a Wikidata |
|        | Atzavara          | Alcanar               | nucli de població                                      |         | 40° 36′ 11″ N, 0° 34′ 51″ E / 40.602988219127°N,0.58071163703525°E    |           |                     | Modifica les dades a Wikidata |
|        | Camí del Llop     | Alcanar               | nucli de població                                      |         | 40° 35′ 41″ N, 0° 34′ 18″ E / 40.594689235172°N,0.57155774915185°E    |           |                     | Modifica les dades a Wikidata |
|        | Montecarlo        | Alcanar               | nucli de població                                      |         | 40° 34′ 44″ N, 0° 33′ 16″ E / 40.579014322631°N,0.5544043752561°E     |           |                     | Modifica les dades a Wikidata |
|        | Montsià Mar       | Alcanar               | nucli de població                                      |         | 40° 35′ 28″ N, 0° 34′ 01″ E / 40.5911798240699°N,0.566984674591448°E  |           |                     | Modifica les dades a Wikidata |
|        | Morralla          | Alcanar               | nucli de població                                      |         | 40° 34′ 24″ N, 0° 32′ 30″ E / 40.573338220836°N,0.54161717151935°E    |           |                     | Modifica les dades a Wikidata |
|        | Sector D          | la Martinenca Alcanar | nucli de població nucli d'entitat singular de població | 22 hab  | 40° 36′ 20″ N, 0° 34′ 42″ E / 40.60556726°N,0.578455925°E 17.15 msnm  |           |                     | Modifica les dades a Wikidata |
|        | Sector E          | la Martinenca Alcanar | nucli de població nucli d'entitat singular de població | 53 hab  | 40° 36′ 07″ N, 0° 34′ 22″ E / 40.60190172°N,0.572834015°E 33.245 msnm |           |                     | Modifica les dades a Wikidata |
|        | Sector F          | la Martinenca Alcanar | nucli de població nucli d'entitat singular de població | 59 hab  | 40° 36′ 01″ N, 0° 34′ 12″ E / 40.6002766°N,0.570130348°E 34.7 msnm    |           |                     | Modifica les dades a Wikidata |
|        | Sector G          | la Martinenca Alcanar | nucli de població nucli d'entitat singular de població | 172 hab | 40° 35′ 33″ N, 0° 33′ 49″ E / 40.59261886°N,0.563735962°E 17.985 msnm |           |                     | Modifica les dades a Wikidata |
|        | Sector H          | la Martinenca Alcanar | nucli de població nucli d'entitat singular de població | 356 hab | 40° 35′ 05″ N, 0° 33′ 23″ E / 40.58484617°N,0.556440353°E 14.404 msnm |           |                     | Modifica les dades a Wikidata |
|        | Sector I          | la Martinenca Alcanar | nucli de població nucli d'entitat singular de població | 456 hab | 40° 35′ 48″ N, 0° 33′ 55″ E / 40.59665558°N,0.565205813°E 29.247 msnm |           |                     | Modifica les dades a Wikidata |
|        | Serramar          | Alcanar               | nucli de població                                      |         | 40° 35′ 59″ N, 0° 34′ 05″ E / 40.5997478970049°N,0.567926536958031°E  |           |                     | Modifica les dades a Wikidata |
|        | Solimar           | Alcanar               | nucli de població                                      |         | 40° 34′ 54″ N, 0° 33′ 28″ E / 40.581789469593°N,0.55784751480544°E    |           |                     | Modifica les dades a Wikidata |
|        | Sota Montsià      | Alcanar               | nucli de població                                      |         | 40° 35′ 30″ N, 0° 33′ 31″ E / 40.591715098721°N,0.55866781961835°E    |           |                     | Modifica les dades a Wikidata |
|        | Torres            | Alcanar               | nucli de població                                      |         | 40° 35′ 51″ N, 0° 34′ 30″ E / 40.597463906922°N,0.57500239666001°E    |           |                     | Modifica les dades a Wikidata |
|        | la Fonda          | Alcanar               | nucli de població                                      |         | 40° 33′ 48″ N, 0° 32′ 14″ E / 40.563337054653°N,0.53725896067113°E    |           |                     | Modifica les dades a Wikidata |
|        | la Pau            | Alcanar               | nucli de població                                      |         | 40° 36′ 20″ N, 0° 34′ 37″ E / 40.605614125076°N,0.57707135636353°E    |           |                     | Modifica les dades a Wikidata |
|        | la Unió           | Alcanar               | nucli de població                                      |         | 40° 36′ 23″ N, 0° 34′ 37″ E / 40.606514194464°N,0.57703883191199°E    |           |                     | Modifica les dades a Wikidata |
|        | les Oliveres      | Alcanar               | nucli de població                                      |         | 40° 34′ 01″ N, 0° 32′ 22″ E / 40.566987580349°N,0.53948738812766°E    |           |                     | Modifica les dades a Wikidata |
|        | les Tres Palmeres | Alcanar               | nucli de població                                      |         | 40° 35′ 58″ N, 0° 34′ 38″ E / 40.59931363482°N,0.57729898640836°E     |           |                     | Modifica les dades a Wikidata |

## platja
| imatge | Nom                                 | Ubicat a | instància de   | Detalls                 | coordenades                                                             | Protecció | Commons (més fotos)           | Dades a WD                    |
| ------ | ----------------------------------- | -------- | -------------- | ----------------------- | ----------------------------------------------------------------------- | --------- | ----------------------------- | ----------------------------- |
|        | Platja Fonda                        | Alcanar  | platja codolar | Llarg: 60m Ample: 10m   | 40° 33′ 48″ N, 0° 32′ 11″ E / 40.56331907147667°N,0.5364581282931424°E  |           | Platja Fonda (Alcanar)        | Modifica les dades a Wikidata |
|        | codolar de Montecarlo               | Alcanar  | platja codolar |                         | 40° 34′ 47″ N, 0° 33′ 14″ E / 40.57982578373625°N,0.5538916934712591°E  |           |                               | Modifica les dades a Wikidata |
|        | la Platjola                         | Alcanar  | platja codolar | Llarg: 300m Ample: 7.5m | 40° 32′ 00″ N, 0° 31′ 06″ E / 40.533423131147416°N,0.5184232813513777°E |           | La Platjola (Alcanar)         | Modifica les dades a Wikidata |
|        | les Timbes de Sòl de Riu            | Alcanar  | platja codolar |                         | 40° 31′ 36″ N, 0° 30′ 57″ E / 40.526746°N,0.515705°E                    |           | Les Timbes de Sòl de Riu      | Modifica les dades a Wikidata |
|        | platja d'Alcanar                    | Alcanar  | platja         |                         | 40° 35′ 39″ N, 0° 34′ 11″ E / 40.59411476651535°N,0.569851882461998°E   |           |                               | Modifica les dades a Wikidata |
|        | platja de Montsià Mar               | Alcanar  | platja         |                         | 40° 35′ 19″ N, 0° 33′ 48″ E / 40.58860051357595°N,0.5632616758516409°E  |           |                               | Modifica les dades a Wikidata |
|        | platja de Sòl de Riu                | Alcanar  | platja codolar |                         | 40° 31′ 23″ N, 0° 30′ 53″ E / 40.52292918910362°N,0.5147406537113631°E  |           | Platja de Sòl de Riu          | Modifica les dades a Wikidata |
|        | platja de l'Atzavara                | Alcanar  | platja         |                         | 40° 36′ 13″ N, 0° 34′ 48″ E / 40.60369118154138°N,0.5801324339223854°E  |           |                               | Modifica les dades a Wikidata |
|        | platja de l'Estanyet                | Alcanar  | platja codolar | Llarg: 460m Ample: 10m  | 40° 32′ 22″ N, 0° 31′ 19″ E / 40.539561°N,0.522037°E                    |           | Platja de l'Estanyet          | Modifica les dades a Wikidata |
|        | platja de la Martinenca             | Alcanar  | platja         | Llarg: 300m Ample: 100m | 40° 34′ 23″ N, 0° 32′ 47″ E / 40.573000000121°N,0.5464999998336°E       |           | Platja de la Martinenca       | Modifica les dades a Wikidata |
|        | platja de les Cases d'Alcanar       | Alcanar  | platja codolar | Llarg: 300m Ample: 25m  | 40° 33′ 01″ N, 0° 31′ 45″ E / 40.55029999969°N,0.5293000002077°E        |           | Platja de les Cases d'Alcanar | Modifica les dades a Wikidata |
|        | platja de les Figueres              | Alcanar  | platja         |                         | 40° 36′ 04″ N, 0° 34′ 41″ E / 40.60119455294574°N,0.5781748398270006°E  |           |                               | Modifica les dades a Wikidata |
|        | platja del Barranc de la Martinenca | Alcanar  | platja codolar |                         | 40° 35′ 10″ N, 0° 33′ 42″ E / 40.58624401632088°N,0.5615581565691873°E  |           |                               | Modifica les dades a Wikidata |
|        | platja del Bol del Gos              | Alcanar  | platja         |                         | 40° 36′ 02″ N, 0° 34′ 39″ E / 40.6005650128052°N,0.5775749932663777°E   |           |                               | Modifica les dades a Wikidata |
|        | platja del Bou                      | Alcanar  | platja         | Llarg: 145m Ample: 7m   | 40° 33′ 44″ N, 0° 32′ 07″ E / 40.56214903555966°N,0.5354102786698862°E  |           | Platja del Bou                | Modifica les dades a Wikidata |
|        | platja del Codonyol                 | Alcanar  | platja         |                         | 40° 35′ 51″ N, 0° 34′ 25″ E / 40.59738794085852°N,0.57363216641239°E    |           | Platja del Codonyol           | Modifica les dades a Wikidata |
|        | platja del Maricel                  | Alcanar  | platja codolar | Llarg: 400m Ample: 22m  | 40° 34′ 09″ N, 0° 32′ 27″ E / 40.569300000323°N,0.54070000025222°E      |           | Lo Mar-i-cel                  | Modifica les dades a Wikidata |
|        | platja del Marjal                   | Alcanar  | platja codolar | Llarg: 3000m Ample: 30m | 40° 32′ 41″ N, 0° 31′ 25″ E / 40.54460833°N,0.52354444°E                |           | Platja del Marjal             | Modifica les dades a Wikidata |
|        | platja dels Tontos                  | Alcanar  | platja         |                         | 40° 35′ 58″ N, 0° 34′ 34″ E / 40.5995692725729°N,0.5761492201358499°E   |           |                               | Modifica les dades a Wikidata |

## pont
| imatge | Nom                                       | Ubicat a | instància de | Detalls                                                                                    | coordenades                                                                                          | Protecció                                  | Commons (més fotos)                       | Dades a WD                    |
| ------ | ----------------------------------------- | -------- | ------------ | ------------------------------------------------------------------------------------------ | --- | ------------------------------------------ | ----------------------------------------- | ----------------------------- |
|        | Pont de l'Estació                         | Alcanar  | pont         | Travessa: Sénia                                                                            | 40° 32′ 14″ N, 0° 27′ 55″ E / 40.537110940209°N,0.465412308101993°E                                  |                                            |                                           | Modifica les dades a Wikidata |
|        | Pont de la carretera N-340 sobre la Sénia | Alcanar  | pont         | Estil: arquitectura popular Travessa: Sénia Hi passa: N-340                                | 40° 31′ 34″ N, 0° 30′ 21″ E / 40.526054°N,0.505952°E                                                 | bé integrant del patrimoni cultural català | Pont de la carretera N-340 sobre la Sènia | Modifica les dades a Wikidata |
|        | Pont dels Estretets (Alcanar)             | Alcanar  | pont         | Estil: arquitectura popular Travessa: Sénia Estat: ruïnós Llum: 3.1m Ample: 2.5m Alt: 3.5m | 40° 31′ 41″ N, 0° 29′ 36″ E / 40.5281°N,0.493215°E ca:Barranc de Sòl de Riu, camí de les Martorelles | bé integrant del patrimoni cultural català |                                           | Modifica les dades a Wikidata |

## pou
| imatge | Nom                       | Ubicat a | instància de              | Detalls                                  | coordenades                                                                                         | Protecció                                  | Commons (més fotos) | Dades a WD                    |
| ------ | ------------------------- | -------- | ------------------------- | ---------------------------------------- | --------------------------------------------------------------------------------------------------- | ------------------------------------------ | ------------------- | ----------------------------- |
|        | Pou de Sant Isidre        | Alcanar  | pou element arquitectònic | Estil: arquitectura popular              | 40° 32′ 30″ N, 0° 27′ 26″ E / 40.5416984°N,0.4572225°E ca:Alcalde Sanmartí, s/n (la Fanecada)       | bé integrant del patrimoni cultural català |                     | Modifica les dades a Wikidata |
|        | Pou de Sant Miquel        | Alcanar  | pou                       | Estil: arquitectura popular 20th century | 40° 32′ 39″ N, 0° 28′ 30″ E / 40.544291°N,0.474867°E ca:Alcalde Sanmartí, s/n (la Fanecada) 64 msnm | bé integrant del patrimoni cultural català | Pou de Sant Miquel  | Modifica les dades a Wikidata |
|        | Pou de la Verge del Remei | Alcanar  | pou element arquitectònic | Estil: arquitectura popular              | 40° 32′ 37″ N, 0° 29′ 11″ E / 40.54371°N,0.486464°E ca:Camí del Pou de la Verge                     | bé integrant del patrimoni cultural català |                     | Modifica les dades a Wikidata |

## torre de sentinella
| imatge | Nom                  | Ubicat a | instància de                                          | Detalls                     | coordenades | Protecció                                            | Commons (més fotos)  | Dades a WD                    |
| ------ | -------------------- | -------- | ----------------------------------------------------- | --------------------------- | --- | ---------------------------------------------------- | -------------------- | ----------------------------- |
|        | Torre d'en Calbo     | Alcanar  | torre de sentinella edifici històric torre de defensa | Estil: arquitectura popular | 40° 34′ 38″ N, 0° 32′ 07″ E / 40.577187°N,0.535152°E ca:Camí de la Torre d'en Morralla, partida de la Fonda 70 msnm | bé d'interès cultural bé cultural d'interès nacional |                      | Modifica les dades a Wikidata |
|        | Torre d'en Morralla  | Alcanar  | torre de sentinella                                   | Estil: arquitectura popular | 40° 34′ 29″ N, 0° 32′ 09″ E / 40.5747°N,0.535833°E ca:Partida la Fonda 54 msnm                                      | bé d'interès cultural bé cultural d'interès nacional | Torre d'en Morralla  | Modifica les dades a Wikidata |
|        | torre d'en Pasqualet | Alcanar  | torre de sentinella                                   | Estil: arquitectura popular | 40° 37′ 04″ N, 0° 34′ 14″ E / 40.6178°N,0.570556°E ca:A l'oest de la carretera N-340, partida del Codonyol 78 msnm  | bé d'interès cultural bé cultural d'interès nacional | Torre d'en Pasqualet | Modifica les dades a Wikidata |
|        | torre de n'Urbano    | Alcanar  | torre de sentinella                                   | Estil: arquitectura popular | 40° 36′ 59″ N, 0° 33′ 59″ E / 40.6164°N,0.566389°E 93 msnm                                                          | bé d'interès cultural bé cultural d'interès nacional | Torre de n'Urbano    | Modifica les dades a Wikidata |

## Misc
| imatge | Nom                                     | Ubicat a              | instància de                                     | Detalls                                                                   | coordenades                                                                                               | Protecció                                            | Commons (més fotos)                  | Dades a WD                    |
| ------ | --------------------------------------- | --------------------- | ------------------------------------------------ | ------------------------------------------------------------------------- | --- | ---------------------------------------------------- | ------------------------------------ | ----------------------------- |
|        | Barraca de vesc                         | Alcanar               | barraca                                          | Estil: arquitectura popular 20th century                                  | 40° 32′ 40″ N, 0° 29′ 04″ E / 40.54455°N,0.484397°E                                                       | bé integrant del patrimoni cultural català           |                                      | Modifica les dades a Wikidata |
|        | Camp de Tir                             | Alcanar               | assentament humà                                 |                                                                           | 40° 34′ 11″ N, 0° 32′ 09″ E / 40.569612210593°N,0.53584758235749°E                                        |                                                      |                                      | Modifica les dades a Wikidata |
|        | Capelleta del Remei                     | Alcanar               | oratori                                          | Estil: arquitectura popular 18th century                                  | 40° 33′ 22″ N, 0° 28′ 27″ E / 40.556216°N,0.474173°E ca:Ctra. Alcanar-Ulldecona, al trencall cap al Remei | bé integrant del patrimoni cultural català           | Capelleta del Remei (Alcanar)        | Modifica les dades a Wikidata |
|        | Escut d'Alcanar                         | Alcanar               | relleu                                           | Estil: arquitectura barroca                                               | 40° 33′ 33″ N, 0° 28′ 44″ E / 40.559167°N,0.478889°E                                                      | bé cultural d'interès nacional                       | Escut d'Alcanar                      | Modifica les dades a Wikidata |
|        | Palau dels Peris (Alcanar)              | Alcanar               | palau                                            | Estil: arquitectura popular arquitectura modernista 1730 Estat: bon estat | 40° 32′ 32″ N, 0° 28′ 52″ E / 40.5423°N,0.481064°E ca:Ctra. Nova, 1-3                                     | bé integrant del patrimoni cultural català           |                                      | Modifica les dades a Wikidata |
|        | Pedrera de la Martinenca                | Alcanar               | pedrera                                          |                                                                           | 40° 35′ 16″ N, 0° 32′ 08″ E / 40.5878984563975°N,0.535438340680655°E                                      |                                                      |                                      | Modifica les dades a Wikidata |
|        | Poblat ibèric Sant Jaume-Mas d'en Serrà | Alcanar               | poblat ibèric jaciment arqueològic               |                                                                           | 40° 34′ 19″ N, 0° 30′ 57″ E / 40.57183889°N,0.51593889°E Fenícia                                          |                                                      |                                      | Modifica les dades a Wikidata |
|        | Port d'Alcanar                          | Alcanar               | port                                             |                                                                           | 40° 34′ 17″ N, 0° 33′ 06″ E / 40.57137754833328°N,0.5516848150629359°E                                    |                                                      | Port d'Alcanar                       | Modifica les dades a Wikidata |
|        | Port de les Cases d'Alcanar             | les Cases d'Alcanar   | port pesquer port esportiu                       |                                                                           | 40° 33′ 06″ N, 0° 31′ 53″ E / 40.55178131929391°N,0.5313315635852677°E                                    |                                                      | Port de les Cases d'Alcanar          | Modifica les dades a Wikidata |
|        | Sector J                                | la Martinenca Alcanar | nucli d'entitat singular de població             | 311 hab                                                                   | 40° 34′ 44″ N, 0° 33′ 08″ E / 40.57875921°N,0.552245953°E 4.548 msnm                                      |                                                      |                                      | Modifica les dades a Wikidata |
|        | Serreta                                 | Alcanar               | vèrtex geodèsic                                  | Alt: 1.2m                                                                 | 40° 33′ 43″ N, 0° 31′ 39″ E / 40.562008°N,0.527603°E 86.539 msnm                                          |                                                      |                                      | Modifica les dades a Wikidata |
|        | Sòl de Riu                              | Alcanar Vinaròs       | indret                                           |                                                                           | 40° 31′ 22″ N, 0° 30′ 55″ E / 40.52267°N,0.51516°E                                                        |                                                      | Sòl de Riu (Alcanar)                 | Modifica les dades a Wikidata |
|        | Torre de Martines                       | Alcanar               | torre de defensa edifici històric                |                                                                           | 40° 37′ 05″ N, 0° 34′ 15″ E / 40.6179327130705°N,0.570848487052496°E                                      |                                                      |                                      | Modifica les dades a Wikidata |
|        | Torre del carrer Nou                    | Alcanar               | torre                                            | Estil: arquitectura popular 14th century                                  | 40° 32′ 39″ N, 0° 28′ 56″ E / 40.5442°N,0.482222°E ca:Carrer Nou - carrer del Raval 82 msnm               | bé d'interès cultural bé cultural d'interès nacional | Torre del carrer Nou (Alcanar)       | Modifica les dades a Wikidata |
|        | camí de Virol                           | Alcanar               | camí                                             | Estil: arquitectura popular                                               | 40° 32′ 16″ N, 0° 31′ 04″ E / 40.5379°N,0.517793°E                                                        | bé integrant del patrimoni cultural català           |                                      | Modifica les dades a Wikidata |
|        | casa consistorial d'Alcanar             | Alcanar               | casa consistorial                                |                                                                           | 40° 32′ 34″ N, 0° 28′ 55″ E / 40.5428323°N,0.481877°E                                                     |                                                      |                                      | Modifica les dades a Wikidata |
|        | cova del Gall                           | Alcanar               | cova                                             |                                                                           | 40° 37′ 25″ N, 0° 32′ 23″ E / 40.6237139251065°N,0.539725060292963°E                                      |                                                      |                                      | Modifica les dades a Wikidata |
|        | desembocadura del riu Sénia             | Alcanar Vinaròs       | zona humida desembocadura                        | Superfície: 3.51ha                                                        | 40° 31′ 26″ N, 0° 30′ 37″ E / 40.5238518182195°N,0.510329345658939°E                                      | bé immoble de rellevància local                      | Mouth of Sénia                       | Modifica les dades a Wikidata |
|        | los Moletons                            | Alcanar Ulldecona     | serra                                            |                                                                           | 40° 35′ 56″ N, 0° 31′ 13″ E / 40.59882778°N,0.52038889°E 586.5 msnm                                       |                                                      |                                      | Modifica les dades a Wikidata |
|        | mar Mediterrània                        |                       | mar interior mar mediterrani conca hidrogràfica  | Superfície: 2500000km² Profunditat: 5267 1541m Volum: 3839000km³          | 38° N, 17° E / 38°N,17°E 0 msnm                                                                           |                                                      | Mediterranean Sea                    | Modifica les dades a Wikidata |
|        | poblat ibèric de la Moleta del Remei    | Alcanar               | jaciment arqueològic poblat ibèric ciutat antiga |                                                                           | 40° 33′ 30″ N, 0° 28′ 54″ E / 40.558402°N,0.481644°E ca:Moleta del Remei 208 msnm                         | bé d'interès cultural bé cultural d'interès nacional | Poblat ibèric de la Moleta del Remei | Modifica les dades a Wikidata |